# ソニーマイクロトレーン
ソニーマイクロトレーン（英: Sony Micro Train）は、かつて発売が計画された日本の鉄道模型ブランドである。

## 概要
1964年（昭和39年）8月に、音響・通信機メーカーであるソニーが鉄道模型専門の子会社マイクロトレーンを設立し、ソニーのエレクトロニクス技術を生かして一般家庭まで流通可能な鉄道模型の量産を計画した。
マイクロトレーン社では、軌間9mmのNゲージサイズの国鉄ED75形電気機関車とショーティー（短縮型）の国鉄スハ43形客車、線路とパワーパックを開発し、これらの製品サンプルをセットとしてソニーマイクロトレーンのブランド名で関係者へ配布した。また商標登録は世界数カ国へ申請済みであった。計画ではソニービルでのキャンペーンやPR雑誌の制作なども行われる予定であった。
しかし、当時のソニーの社内事情により、1965年（昭和40年）10月末にマイクロトレーン社の解散を決議、計画は中止され、金型は廃棄された。廃棄の際、リレーラーの金型が関水金属に引き継がれ、後に関水金属製品として販売されていた。

## 試作品
同社サンプル製品は、Nゲージ鉄道模型で一般的な「直流二線式」が採用されていた。ED75形電気機関車は車体が真鍮製、屋根がプラスチック製で構成されていて、動力は実車と異なり内側の車軸2軸が固定され駆動軸、外側の2軸は先台車のように左右に転向するようになっていて動力が伝達されない遊軸で、製品では軸配置は先台車付きのB型機関車のような（1-B-1）の軸配置となっている。車体内部の動力装置上部には「新開発の電気装置」を組み込むための空間が確保されている。客車は屋根と車体がプラスチック製で床板が金属製であった。客車の塗色は茶色である。連結器はアーノルト (Arnold) のラピード200 (Rapido 200) 製品に類似した独特のものである。
線路は道床のない組み立て式で、サンプルのセットには直線と曲線線路が付属していた。線路とは別にポリウレタン製の道床がついており、それらの下に敷く線路配置が印刷されたシートも付属していた。ポイントはセットには入っていないが、量産構造の手動ポイントが製作されていた。
パワーパックの意匠は半球型のもので、当時は四角の箱型のものばかりだった中で、ひときわ斬新なものであった。
これらの製品はサンプルとして配布されたもののほか、マイクロトレーン社解散後に人手に渡ったものもあり、発売されることのなかった「まぼろしのNゲージ」として知られるようになった。

## 発売中止後
マイクロトレーンの発売中止後、ソニーが鉄道模型業界に参入することはなく、日本におけるNゲージ鉄道模型は、1965年に国鉄C50形蒸気機関車でスタートした関水金属(KATO)製品を皮切りに、ソニー以外の各社が参入して発展を遂げることとなる。
マイクロトレーン製品の存在は、マイクロトレーン社と接触のあった業界関係者や模型クラブ関係者、サンプル品を手にした者など一部の者には知られていたが、『鉄道模型趣味』No.403（1981年7月号）の「ミキスト」（山崎喜陽著）、その後の松本吉之の『鉄道模型考古学N』などにおいて、残された製品の写真や情報が掲載され多くの人が知るところとなった。一方、製品自体は機芸出版社所有のものが参考品として複数のメーカーに引き渡されたほか、他メーカーがマイクロトレーンの金型を使ってNゲージ参入を計画しているという噂が流れるなど会社解散後も業界内では関心がもたれていた。
なお、2020年8月25日放映の開運!なんでも鑑定団で、東京都市大学准教授(現在教授)の西山敏樹が鑑定に出品しており、さらにその存在が知られるところとなった。

### ソニーによる製品公開
ソニー自身がこの製品に言及することは、ほとんど無かったが、21世紀になってからは幾度か公開される機会が設けられた。特に2012年の4月24日より5月20日にかけてソニービルで開催されたイベント「THOMAS & FRIENDS in GINZA ～ソニーときかんしゃトーマスのネットワーク体験島～」ではマイクロトレーン製品も大々的に展示された。これはソニーの手で「御殿山（東京都品川区）にある社屋に保管されていた」ものである。会場では車輌、リレーラー、パワーパック、レール、レイアウトマット、取扱説明書、細部や車体内部を写した写真パネルが展示された。ここでは当時の関係者に対するインタビュー映像も流され、製造された試作品の総数が200セットであったことや、ソニー創業者の井深大がマイクロトレーンに対して、実物同様のスムーズな動作や複数車輌の制御ができる、既存のHOゲージ鉄道模型製品群とは一線を画した製品とすることを求めていたこと、などが明かされた。